# NHK教養セミナー
NHK教養セミナー（NHKきょうようセミナー）は、NHK教育テレビで1982年4月5日から1985年3月28日まで放送されたテレビ番組である。文化、社会、科学、芸術などの分野を曜日ごとのテーマによって放送する教養番組である。

## 放送時間
平日 20:00 - 20:45／平日 16:00 - 16:45

## 曜日別番組
| 年度 | 月               | 火                   | 水             | 木             | 金           |
| ---- | ---------------- | -------------------- | -------------- | -------------- | ------------ |
| 1982 | ふるさと歴史紀行 | 20世紀の群像         | 現代社会の構図 | 日本語再発見   | 科学と人間   |
| 1983 | ふるさと歴史紀行 | アジアの目・世界の目 | 証言現代史     | 日本語再発見   | 現代の科学   |
| 1984 | ふるさとの発見   | アジアの目・世界の目 | 教育を考える   | 21世紀への科学 | 芸術への招待 |

## ふるさと歴史紀行
全国各地に残された史料をもとに、文学、芸能、伝承などの歴史を紀行スタイルで伝える番組。
- 放送期間：1982年4月5日 - 1984年3月12日
- 放送時間：月曜日 20:00 - 20:45／火曜日 16:00 - 16:45

## 20世紀の群像
20世紀に軍事、政治、学問、芸術などで活躍した人物を特集する近代史番組。
- 放送期間：1982年4月6日 - 1983年3月8日
- 放送時間：火曜日 20:00 - 20:45／水曜日 16:00 - 16:45

## 現代社会の構図
日常的に身近な社会問題を取り上げる情報系教養番組。
- 放送期間：1982年4月7日 - 1983年3月9日
- 放送時間：水曜日 20:00 - 20:45／木曜日 16:00 - 16:45

## 科学と人間
科学技術の最新情報をやさしく解説し、科学と人間、科学と社会のかかわりを考える科学系教養番組。
- 放送期間：1982年4月9日 - 1983年3月11日
- 放送時間：金曜日 20:00 - 20:45／月曜日 16:00 - 16:45

## アジアの目・世界の目
アジアを中心とした海外情報番組。
- 放送期間：1983年4月5日 - 1985年3月
- 放送時間：火曜日 20:00 - 20:45／水曜日 16:00 - 16:45

## 証言現代史
時代の転換期にかかわった歴史の主役を取り上げる現代史番組。
- 放送期間：1983年4月6日 - 1984年3月14日
- 放送時間：水曜日 20:00 - 20:45／木曜日 16:00 - 16:45

## 現代の科学
日常生活にかかわる科学技術を分かりやすく解説する科学系教養番組。
- 放送期間：1983年4月8日 - 1984年3月16日
- 放送時間：金曜日 20:00 - 20:45／月曜日 16:00 - 16:45

## ふるさとの発見
全国各地の地域文化を紹介する教養番組。
- 放送期間：1984年4月2日 - 1985年3月
- 放送時間：月曜日 20:00 - 20:45／火曜日 16:00 - 16:45

## 教育を考える
教育問題を取り上げた教養番組。
- 放送期間：1984年4月4日 - 1985年3月
- 放送時間：水曜日 20:00 - 20:45／木曜日 16:00 - 16:45

## 21世紀への科学
科学系教養番組。日常生活にかかわる科学技術を分かりやすく解説するとともに、つくば科学万博についても特集した。
- 放送期間：1984年4月5日 - 1985年3月
- 放送時間：木曜日 20:00 - 20:45／金曜日 16:00 - 16:45

## 芸術への招待
文学、美術、音楽、映画、音楽などのあらゆる「芸術」について取り上げる教養番組。
- 放送期間：1984年4月6日 - 1985年3月
- 放送時間：金曜日 20:00 - 20:45／月曜日 16:00 - 16:45